# Краљевачки мостобран
Краљевачки мостобран, или Мостобран Краљево, назив је за одбрамбену операцију немачких снага у захвату Западне Мораве од 15. октобра до 29. новембра 1944. Ову операцију немачка Команда Југоистока (Група армија Ф) предузела је у циљу заштите последњег преосталог пута за извлачење Групе армија Е са југа, који је водио ибарским правцем од Косовске Митровице на север. Слабост и изложеност маршевског правца Групе армија Е били су предмет посебне бриге и пажње немачких штабова.
У циљу заштите ове стратешки вашне позиције, немачка Команда Југоистока образовала је Корпусну групу Милер састављену од делова разних јединица, која је непрекидно појачавана. Према њој, на овом правцу биле су ангажоване снаге 64. (касније 68.) корпуса Црвене армије, Друге пролетерске и Седамнаесте дивизије, и Четрнаестог корпуса НОВЈ.
Будући да се команда Црвене армије определила да тежиште њеног наступања буде на другом месту, у Барањи, совјетско-југословенске снаге на Краљевачком мостобрану нису располагале довољним снагама за његово уништење. И поред повремено жестоких борби, упорном одбраном Корпусна група Милер успела је да одржи Краљевачки мостобран довољно дуго да обезбеди извлачење главнине Групе армија Е из Косовске Митровице преко Рашке за Нови Пазар. Након извршења овог задатка, главнина Групе армија Е наставила је пробој кроз Санџак, а Корпусна група Милер, инкорпорирана у 34. корпус, орбанизовано се повлачила према долини Дрине, као задатој линији фронта. Потискујући њене заштитнице, снаге НОВЈ су 29. новембра 1944. ослободиле Краљево, 3. децембра Чачак, а 16. децембра Ужице, овладавши целокупним простором мостобрана. Оштре борбе наставиле су се у доњем току Дрине.

## Претходне околности
Суочена са превратима у Румунији и Бугарској, и могућношћу брзог продора Црвене армије кроз ове две земље, немачка команда донела је одлуку о евакуацији Групе армија Е из Грчке и њеном чврстом повезивању са Другом оклопном армијом на територији Србије, у циљу одбране фронта на Плавој линији (од Ђердапа на југ до Скопља). Међутим, продор главнине Групе армија Е у моравску долину није успео, и она је заустављена у нивоу Врања. Немачки импровизовани фронт на бугарској граници није издржао напад Црвене армије, НОВЈ и бугарске армије. Јединица која је држала фронт од Зајечара на југ, 7. СС дивизија, тешко је поражена и разбијена у Нишкој операцији, а бројно стање сведено јој је на трећину. На тај начин настала је ситуација да је долина Западне Мораве, простор од велике оперативне важности, слабо брањена. За Немце је постојала опасност да савезничке снаге брзим продором у захвату Западне Мораве затворе ибарску комуникацију, последњу која је остала на располагању Групи армија Е.
Од тог тренутка Група армија Е фактички је одсечена. Остаје доступан само један пут за извлачење: он води од Скопља преко Митровице Краљева, Ужица, према Сарајеву, али је у последњој трећини поседнут јаким бандама. На овом путу води се током наредних недеља права одлучујућа битка. Добро знајући какав успех им је на видику, Руси нападају од Крагујевца дуж Западне Мораве према у почетку слабо поседнутом Краљеву.
Генарлпуковник Лер није ни на тренутак сумњао да би са губитком поменутог пута и Краљева као кључне тачке на њему судбина њему потчињеног немачког људства била запечаћена; јер је провлачење кроз албанско-црногорске планине с обзиром на наступајућу зиму изгледало погубно.
Стога је Група армија Е настојала да, упркос тешкоћама, деловима јединица из свог поретка што пре ојача Корпусну групу Милер.
К-да Корпуса »Милер« има задатак да безусловно спречи пробој противника ка Краљеву. Непријатељ ће са прикупљеним рус-буг. снагама, потпомогнутим јаким групама банди, у више наврата покушати да доведе до слома ист. и сев. ист. фронт Групе армија. Треба очекивати груписање у виду образовања тежишта ради удара према западу дуж долине Западне Мораве на Ужице као и путевима који воде од Ниша ка Прокупљу, од Бујановца ка Урошевцу и од Криве Паланке ка Куманову — Скопљу.
Код Корпуса »Милер« треба сада очекивати концентричан напад јаких снага руске 57. армије на мостобран у Краљеву. Сем тога, ваздушним извиђањем и појавом вишецевних топова у рејону сев. од Чачка, утврђено је ангажовање и кретања непр. снага према северозап. боку корпуса са циљем да пресеку доцније повлачење путем Чачак — Вишеград.
...
2) Намере:
Поред потпомагања група »Шолц« и »Шустер — Волдан«, додељивање што јачих снага Милеру да би се омогућило држање мостобрана у Краљеву и заштитио северозап. бок у рејону сев. од Чачка — Ужица. За овај задатак предвиђена је 104. лов. дивизија, чији су челни делови стигли у Градско, као и тврђав. пешад. батаљон, који ће бити на располагању. 

104. лов. дивизију хитно по деловима извући и упутити Корпусу »Милер« у Краљево.
Мот. делове упутити у Краљево пешке а све остале делове из рејона Градског пребацити железницом у Краљево. Марш 104. противокл. диви-зиона убрзати тако да први делови стигну у Краљево до 25. 10.
Након ослобођења Крушевца 14. октобра отворена је могућност за напад на простор Краљевачког мостобрана са истока, а након ослобођења Крагујевца 21. октобра и са севера. Међутим, команда Црвене армије определила се да тежиште офанзиве Трећег украјинског фронта буде на другом месту (у Барањи), па је напад великог стила у долини Западне Мораве изостао. Снаге НОВЈ су у великој мери следиле совјетске оперативне замисли. Ипак, постојеће снаге биле су довољне да изврше озбиљан притисак и учине ситуацију Групе армија Е драматичном.

## Ангажоване снаге
Немачке снаге 6. новембра 1944:
- 7. СС дивизија (комплетна) - 7.150 бораца
- 117. ловачка дивизија (делови) - 3.300 бораца
- 1. брдска дивизија (делови) - 1.760 бораца
- 297. дивизија (делови) - 1.600 бораца
- 104. ловачка дивизија (делови) - 2.880 бораца
- ојачана чета 181. дивизије - 710 бораца
- разне јединице (тврђавски, жандармеријски, алармни и ландесшицен батаљони и мање јединице) - 7.130 бораца

Савезничке снаге 25. октобра 1944:
- 52. стрељачка дивизија 64. корпуса Црвене армије
- 93. стрељачка дивизија 68. корпуса Црвене армије
- 113. стрељачка дивизија 68. корпуса Црвене армије
- корпусне јединице 64. и 68. корпуса Црвене армије
- Друга пролетерска дивизија НОВЈ
- Седамнаеста источнобосанска дивизија НОВЈ

Савезничке снаге 15. новембра 1944:
- 93. стрељачка дивизија 68. корпуса Црвене армије
- 113. стрељачка дивизија 68. корпуса Црвене армије
- 223. стрељачка дивизија 68. корпуса Црвене армије
- корпусне јединице 68. корпуса Црвене армије
- Друга пролетерска дивизија НОВЈ
- Седамнаеста источнобосанска дивизија НОВЈ
- 23. српска дивизија НОВЈ
- 25. српска дивизија НОВЈ
- 45. српска дивизија НОВЈ

## Ток борби

### Борбе током октобра
Наступајући од Крушевца према Краљеву, 52. стрељачка дивизија 64. корпуса Црвене армије и Друга пролетерска дивизија ослободиле су 16. октобра, после оштре борбе, Врњачку Бању и Трстеник. Пред њима се налазила немачка борбена група Бургемајстер, састављена углавном од делова 524. пука 297. дивизије, пребачена из састава 21. корпуса, бројчано слаба и способна само за задржавајућу борбу. Одсудну одбрану немачке снаге у висини села Витановац и Врба.
У борбама од 14. до 21. октобра 93, и 113. дивизија 68. корпуса Црвене армије и Седамнаеста дивизија НОВЈ ослободиле су Крагујевац. Тиме се отворио простор за напад на Краљевачки мостобран са севера. Тај простор покриле су Седамнаеста дивизија НОВЈ и један пук 93. дивизије Црвене армије. У одбрани пред њима стајали су делови борбене групе Фишер који су се повукли из Крагујевца: мањи делови 117. ловачке дивизије, 14. СС пука и три батаљона 1. брдске дивизије.
Током последње недеље октобра свакодневно су вршени снажни напади совјетско-југословенских снага на мостобран, што је довело до распламсавања врло оштрих борби. Немачке снаге браниле су се са великом упорношћу, трпећи тешке губитке, које су надокнађивали довођењем појачања. Почев од 23. октобра делове одбране преузимали су делови 7. СС дивизије, који су пристизали пешачким маршем од Јастрепца и Бруса. Одбрана је такође појачавана пристизањем делова 104. ловачке дивизије са Косова, из маршевског поретка Групе армија Е. Са своје стране, штаб Четрнаестог корпуса НОВЈ наредио је 22. октобра 23. дивизији да се укључи у напад на мостобран у области северно од Чачка, у циљу развлачења немачких снага. Њен напад испољио се од 30. октобра.
Упркос снажним нападима и обострано тешким губицима, совјетско-југословенске снаге до почетка новембра нису постигле одлучујући успех. Немачка одбрана издржала је период најтежих искушења, успевши да се упркос драматичним борбама консолидује и стабилизује. Команда Југоистока сматрала је такав развој догађаја својом великом победом.
22.10. почела је битка за Краљево, распламсавајући се из дана у дан, досегавши врхунац руским развијањем према Чачку, чему је могло бити парирано само развлачењем нашег танког фронта, и окончала се око 2.11. ванредно високим губицима непријатеља, јасном победом одбране. Пут преко Краљева остао је у нашим рукама!
При крају октобра партизани су западно од Чачка успели да направе пробој положаја, који је поново угрозио целу операцију Групе армија Е, али је противнападима свих овде прикупљених делова 117. ловачке, 181. дивизије, а такође и морнаричких јединица, 2. новембра могао бити рашчишћен.

### Борбе током новембра
Почетком новембра, Корпусна група Милер успела је да стабилизује одбрану мостобрана. С друге стране, деловање и састав совјетских снага стално су се мењали. Након ослобођења Крагујевца, у резерву је извучена главнина 93. стрељачке дивизије, а у нападу на мостобран учествовао је само један њен пук. До краја октобра, и 113. стрељачка дивизија извучена је из контакта са Немцима. 31. октобра 52. стрељачка дивизија 64. корпуса извучена је и враћена у састав свог корпуса, рати учешћа у форсирању Дунава код Батине. Њене положаје преузела је 223. стрељачка дивизија 68. корпуса. Према оцени генерала Шмит-Рихберга, начелника штаба Групе армија Е, вероватно је присуство веома јаке противваздушне артиљерије у Краљеву заварало штабове Црвене армије у погледу снаге немачких трупа на мостобрану, што их је навело на методичан и опрезан приступ.
Током првих двадесетак дана новембра дошло је до равнотеже снага и релативног примирја на Краљевачком мостобрану. Свакодневно су вођени артиљеријски дуели, уз честе пешадијске испаде са обе стране. Током овог периода снаге НОВЈ стално су појачаване. Главни штаб Србије упутио је на Краљевачки мостобран 25. и 45. дивизију. Од 18. до 22. новембра 25. дивизија уведена је десно од Друге пролетерске, посевши фронт ширине 40 км на главном гребену планине Котленика. 19. новембра је 45. дивизија избила је у рејон северно од Ужица, ширећи фронт притиска.
Извршавајући наређење Врховног штаба од 15. октобра о спречавању пробоја Немаца од Пожеге ка Вишеграду и од Сјенице ка Пријепољу, слабији делови 37. санџачке дивизије протерали су слабије непријатељске делове и посели Ужице, а 22. октобра и Пожегу. Корпусна група Милер у циљу рашчишћавања ове кризе на свом правцу формирала је борбену групу Шрајбер (ојачани оклопни ловачки батаљон 104. дивизије). 4. новембра ова борбена група заузела је Пожегу, а 6. новембра Ужице, што је Команда Југоистока констатовала са задовољством и оптимизмом.
6. новембар 1944. године
Команда Корпуса »Барон ф. Милер«: Борбена група »Шрајбер« заузела је Ужице, које су браниле банде.
8. новембар 1944. године

Развој ситуације код Корпуса »Милер« је добар. После заузимања Ужица, отворен је директан пут за Зворник а тиме и успостављање везе са 68. армијским корпусом, чиме се опипљиво приближава довођење снага за северни бок Команде 2. оклопне армије.
12. новембра Корпусна група Милер преименована је у 34. армијски корпус за специјалну намену, са намером да се, по окончању свог задатка одбране пробијања главнине Групе армија Е, пробије правцем Ужице-Зворник, повеже са корпусном групом Киблер на Сремском фронту, и преузме команду над тим сектором.
Борбена дејства оживљавала су са увођењем свежих јединица НОВЈ. 17. новембра фронт Друге пролетерске дивизије ојачан је слањем свежих батаљона Шесте српске бригаде. У том периоду уведене су у борбу и бригаде 25. дивизије. Делови ове две дивизије извели су од 22. до 26. новембра успешну акцију забацивањем у добину и позадину немачких линија јужно од Краљева. Са ослонцем на Деветнаесту српску, Трећа српска бригада избила је на десну обалу Ибра у рејону Матаруге, и 23. новембра са два батаљона форсирала Ибар. Изнад села Роћевићи ова бригада успела је да прекине немачку колону у покрету. У току 24. новембра дошло је до интервенције немачких снага против батаљона Треће српске, којој је прискачочила у помоћ с десне обале Шеста српска бригада. У овој борби Немци су, према извештају јединица НОВЈ, имали око 200 погинулих, већи број рањених и 23 заробљена војника. Уништена су 2 тенка, 10 камиона и више других возила. Батаљони на левој обали Ибра заузели су Прогорелицу, Богутовац и Дебело брдо. Против овог озбиљног угрожавања комуникација и позадине, Немци су били присиљени да формирају и ангажују две јаче нападне групе.

### Завршна фаза
Крајем новембра 1944, захваљујући одбрани Краљевачког мостобрана, успешно је окончано извлачење главнине Групе армија Е из Македоније и са Косова. Тиме је мостобран изгубио своју сврху, па је отпочела његова планска евакуација. 25. новембра трупе су добиле наређење да отпочну рушење војних, привредних и саобраћајних објеката, а 27. новембра почело је повлачење из Краљева. 29. новембра, прогонећи немачке заштитнице, 1041. пук 223 стрељачке дивизије Црвене армије, Четврта пролетерска и Трећа српска бригада на својим правцима форсирале су Ибар и ослободиле Краљево.
Немци су се повукли из Краљева скоро неопажено, што је велики пропуст јединица дивизије и ЦА. Као једино ублажујуће оправдање би се могла навести неприиремљеност наших јединица за кретање кроз минирану просторију. Немци су обилато искористили минирање са против-пешадијским и прот. тенковским минама.
Пред повлачење, Немци су темељно уништили све што су сматрали да би могло бити од користи НОВЈ.
Немци су плански све рушили: мостове, вагоне, аеродром, возила, итд. Тако је било и у Краљеву. Наишли смо на пустош и рушевине, 600 вагона, 250 возила, сви мостови, све је то било уништено.
Након ослобођења Краљева, 68. корпус Црвене армије пребачен је на Сремски фронт у циљу учествовања у офанзиви 3. децембра. С озиром на задату линију фронта на Дрини коју је требало да изгради и поседне, Корпусна група Милер, односно 34. армијски корпус постепено се, под снажним притиском Четрнаестог корпуса НОВЈ, повлачио из долине Западне Мораве, истовремено осигуравајући тачке на линији напредовања од Ужица према Зворнику. Четрнаести корпус ослободио је 3. децембра Чачак, а 16. децембра Ужице.

## Оцене о тактици борбе
Према оцени Средоја Урошевића, тадашњег команданта Друге пролетерске дивизије, иницијативу током борби на Краљевачком мостобрану имале су снаге и штабови Црвене армије, док су се снаге НОВЈ приклониле њиховим концепцијама. Делом због прецењивања противника, делом због офанзивних планова на другом сектору који су онемогућивали дуготрајну концентрацију јачих снага, Црвена армија према немачком мостобрану није наступила амбициозно.
68. корпус ЦА … по свему судећи није имао великих амбиција на овом сектору. По концентрацији - распореду својих снага, он је био више дефанзивно оријeнтисан. Његов превасходни задатак био је обезбедити леви бок главнини својих снага. Отуда по једна дивизија на правцима Чачак - Горњи Милановац и Краљево - Крагујевац, са дивизијом у резерви у рејону Топола - Младеновац. Совјетска команда је знала о каквој се немачкој групи на југу ради и тако се и поставила. Читава ова замисао процењује наше снаге, одвојене и оријентисане на поменуту немачку групу као недовољне
Снаге НОВЈ, по Урошевићу, такође су се непотребно приклониле за њих неадекватном облику борбених дејстава Црвене армије.
На тај начин ми смо напустили наш начин ратовања и почели смо да ратујемо као модерно наоружане јединице само без тог наоружања.
Јединице НОВЈ служиле су као помоћне снаге у фронталном ратовању, уместо да се, користећи простор и топографске одлике терена, забацују у дубину немачких положаја, при чему би биле знатно корисније и ефикасније.
положаји од Матарушке Бање па узводно, са обе стране Ибра на десетине километара били су непоседнути. То је био терен као наручен за наше јединице, али њих, слободних, није било.
Исправност овакве концепције сугерише успешно изведен смели напад 22-25. новембра у области Маглича и Богутовца, који је Немце коштао знатних губитака и натерао их на опсежне узвратне мере. Међутим, то је био само изолован случај, а не правило.
Стицајем ових околности, иако је постојала могућност да се пробој Групе армија Е знатно отежа или чак спречи, она није искоришћена, и „немачке трупе су се, скоро некажњене, извукле из нимало завидног положаја".